# 寒冬 (杂志)
《寒冬》是一份关注中华人民共和国宗教自由和人权状况的在线杂志，2018年5月正式创刊，主办机构为意大利新興宗教研究中心，有多个语言版本，每日更新內容。据多家媒体及人权无国界等非政府组织报道，2018年有一批《寒冬》供稿人在中国因採集報導資料被中共警方逮捕。

## 创刊历史
雜誌主辦機構新兴宗教研究中心長期关注中国的新兴宗教及宗教多元化，并多次开展相关学术活动，因此《寒冬》杂志应运而生。2017年，新兴宗教研究中心的学者（包括该中心主任马西莫·英特罗维吉）受邀前往中国，讨论中国的“邪教”问题。2018年5月14日，在第31届都灵国际书展为期五天的宗教和音乐节闭幕活动上，新兴宗教研究中心首次公布了《寒冬》杂志的創刊规划，而後開設網站。起初《寒冬》只創建了英文語種版本網站，随后几个月陸續增加了中文、韩文、意大利文、日文、法文、德文及西班牙文七個語種版本網站。
《寒冬》杂志总编辑是意大利社会学家马西莫·英特罗维吉（Massimo Introvigne），主任是意大利记者马可·莱斯宾蒂（Marco Respinti），两位副编辑分别是比利时非政府组织人权无国界的创始人威利·福泰（Willy Fautré）以及前立陶宛外交官和前人道主义援助欧盟工作组主席罗西塔·索丽特（Rosita Šorytė）。

## 影响
2018至2019年间，《寒冬》多次发布在新疆教育转化营内部拍摄的独家视频后，《商业内幕》、《新黎明报》与自由亚洲电台等媒体均在报道中提及《寒冬》，半岛电视台（Al Jazeera）在其2019年的纪录片《无处可为家》（Nowhere to Call Home）中使用了《寒冬》发布的教育转化营视频的部分画面。

## 評價
《寒冬》因每日提供中國受迫害宗教團體的獨家新聞資訊，而受到一些基督教媒体的青睐。提到《寒冬》杂志，记者庞保颐（Aurelio Porfiri）在天主教澳門教區的官方杂志上撰文称，“对于关注中国宗教信仰状况的人士而言，（《寒冬》）是一个极其宝贵的资源”；德国网络杂志《天主教》（Katolisches）也盛赞《寒冬》拥有丰富的资讯；世界维吾尔代表大会多次转载《寒冬》的报道。
对中共一向持批评态度的保守派媒体也认为《寒冬》为他们的报道提供了证据材料。保守派网络杂志《联邦党人》称《寒冬》“资讯包罗万象”，并称《寒冬》的编辑是“研究中国宗教和人权状况的权威”。
持相反政治立场的人对《寒冬》持不同的态度。2018年5月，《天主教》和意大利周刊《L'Espresso》大量报道了自由派天主教徒对《寒冬》的批评，他们认为《寒冬》支持美国政府发起的针对中国的反共运动，试图阻挠破坏中国与梵蒂冈签订协议。
也有人批评《寒冬》对梵中协议的态度过于温和。例如，坚决反对该临时协议的《联邦党人》称，《寒冬》认为梵蒂冈或许有其长远打算，这着实“令人不安”。《马尼拉时报》广泛报道了东亚地区天主教会的情况，该报称有些人认为梵中临时协议对中国天主教会不完全是一件坏事，而《寒冬》所持观点与他们一样。
中国当局认为《寒冬》是反华宣传的工具，替那些被中共列为“邪教”並查禁的团体辩护。《寒冬》公布了一些中共的内部文件，文件谴责《寒冬》杂志并警告稱將嚴懲为《寒冬》供稿的在华人士。2018年7月，一批向《寒冬》投稿的中国记者及供稿人遭到抓捕，寒冬網站也多次遭到黑客攻擊。